# Greg Kroah-Hartman
Greg Kroah-Hartman est un développeur du noyau Linux. Il est l'actuel mainteneur des branches stables du noyau, ainsi que des sous-systèmes staging, USB, debugfs, kref, kobject, sysfs, des E/S en espace utilisateur, ainsi que de la couche TTY.

## Ouvrages
- 2005 - Linux Device Drivers 3ed -  (ISBN 0-596-00590-3)
- 2006 - Linux Kernel in a Nutshell 1ed -  (ISBN 0-596-10079-5)